# Лепуш (річка)

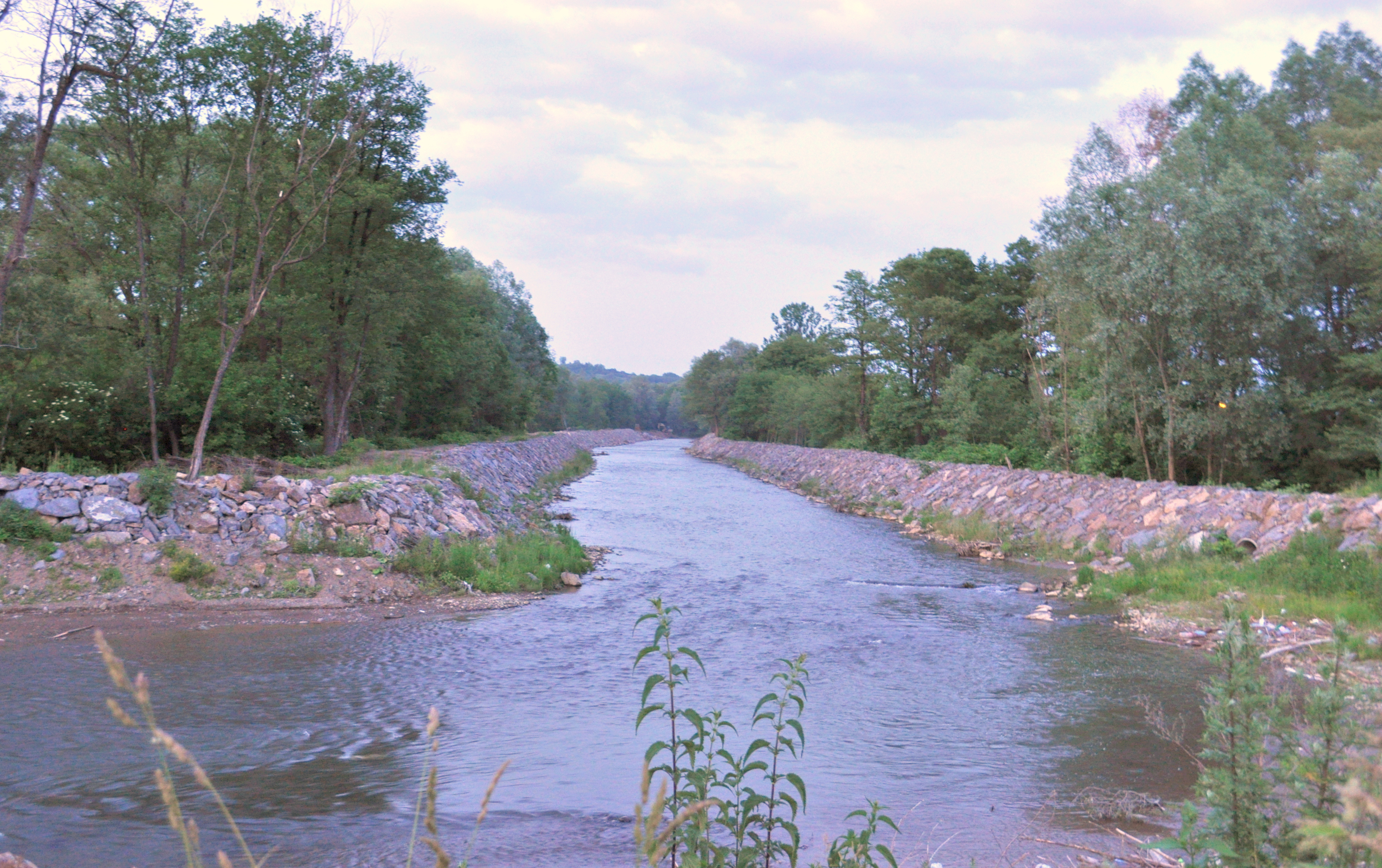
Річка Лепуш біля села Прелука-Ноуе повіту Марамуреш

Лепуш( рум. Râul Lăpuș)  — річка в Румунії, у повіті Марамуреш. Права притока Сомеш (басейн Чорного моря).

## Опис
Довжина річки 112 км, висота витоку над рівнем моря — 772  м, висота гирла над рівнем моря — 143  м, середньорічні витрати води у гирлі — 19,3  м³/с, найкоротша відстань між витоком і гирлом — 45,31 км, коефіцієнт звивистості річки — 2,42 . Площа басейну водозбору 1875  км².

## Розташування
Бере початок у селі Беюц повіту Марамуреш. Спочатку тече на південний захід через Струмбу-Беюц, Лепуш, Тиргу-Лепуш, далі тече переважно на північний захід. Біля села Мерішор впадає і річку Сомеш, ліву притоку Тиси.
Приотоки: Добріку (рум. Dobricu, Кавнік (рум. Cavnic), Хехішел (рум. Chechișel), Крайка (рум. Craica), Сасар (рум. Săsar), Беюца (рум. Băiuțа (праві).
Основні населені пункти вздовж берегової смуги від витоку до гирла: Резоаре, Гроапе, Калінешть, Ремечоара, Коаш, Секелешень, Бушаг.

## Цікаві факти
- Біля села Лапушел річку перетинає євроавтошлях Е58,1С.[1]